# Serra de la Vila
La serra de la Vila, Sant Cristòfol o Sanmaior és un alineació muntanyenca a la comarca valenciana de l'Alt Vinalopó. Pertany al Sistema Bètic, més concretament al sector del Prebètic intern.

## Situació
La serra de la Vila és entre les localitats de Villena i la Canyada de Biar, en el límit sud-oest del sinclinal Villena-Bocairent (Vall de Beneixama), una gran estructura de direcció sud-oest nord-est per la qual circula el riu Vinalopó. Constituïx un anticlinal que introduïx un problema de drenatge i provoca el desdoblament de vall en dues grans fosses (Villena-Banyeres de Mariola i Villena-Biar), que tornen a ajuntar-se una vegada superats els contraforts més orientals de la serra.
La major part de la serra es localitza en el municipi de Villena, mentre que els contraforts nord-orientals ho fan en el municipi de la Canyada. Els nuclis d'ambdues localitats s'assenten en les faldes de la serra, ocupant el centre històric de Villena la totalitat del vessant sud-oest, que corona el Castell de la Talaia.

## Història
El lloc ha estat estratègic des d'antic, ja que des d'ell es controlen els accessos des del sud i l'est de la península Ibèrica (actuals províncies de Múrcia, Alacant i València) amb la Meseta. Mostra d'això és el poblat ibèric sobre el qual es va alçar el Castell de Salvatierra, així com el mateix sorgiment de la ciutat de Villena.
La línia que dividia la Corona de Castella i la Corona d'Aragó arran del tractat d'Almizra (1244) travessava la serra de la Vila de nord-oest a sud-est, com testifiquen algunes fites que s'han trobat al llarg del traçat de la frontera. En l'actualitat, aquesta línia constituïx el límit entre el terme de Villena (històricament castellana) i els de la Canyada i Biar (històricament aragoneses).